# تايرل مالاتسيا
تايرل مالاتسيا (بالهولندية: Tyrell Malacia)‏ (مواليد 17 أغسطس 1999) هو لاعب كرة قدم هولندي يلعب في مركز الظهير الأيسر مع نادي مانشستر يونايتد و‌منتخب هولندا.

## وصلات خارجية
- تايرل مالاتسيا على موقع الاتحاد الأوربي (الإنجليزية)
- تايرل مالاتسيا على موقع قاعدة بيانات كرة القدم.إي يو (الإنجليزية)
- تايرل مالاتسيا على موقع ليكيب (الفرنسية)
- تايرل مالاتسيا على موقع ناشيونال فوتبول تيمز (الإنجليزية)
- تايرل مالاتسيا على موقع Soccerbase.com (لاعب) (الإنجليزية)
- تايرل مالاتسيا على موقع Soccerway.com (الإنجليزية)
- تايرل مالاتسيا على موقع عالم كرة القدم.نت (الإنجليزية)

لم يتم العثور على روابط لمواقع التواصل الاجتماعي.